# Alain Hamer
Alain Hamer (født 10. december 1965) er en fodbolddommer fra Luxembourg. Han har dømt internationalt under det internationale fodboldforbund FIFA siden 1993, hvor han er placeret i den europæiske dommergruppe. Udover at dømme kampe i den luxembourgske liga har Hamer dømt adskillige kampe i den belgiske liga, samt i den fransk Ligue 1.
Ved siden af den aktive dommerkarriere arbejder Hamer som bankmand.

## Kampe med danske hold
- Den 6. september 2008: Kvalifikation til VM 2010: Ungarn – Danmark 0-0.
- Den 12. marts 2009: Ottendedelsfinale i UEFA Cuppen: Manchester City – AaB 2-0.
- Den 18. august 2009: Playoff i kvalifikation til Champions League: FC København – APOEL Nicosia FC 1-0.